# Vzduchoplavec Kráčmera
Vzduchoplavec Kráčmera je rodinný seriál České televize, vysílaný od 5. ledna 2010 premiérově na stanici ČT1, od roku 2012 pak na ČT2.

## Námět seriálu
František Kráčmera je fiktivní hrdina televizního seriálu, kterého představuje Tomáš Šulaj. Ten se v roce 2010 vydal na cestu balónem po stopách deníku, který měl před sto lety sepsat jeho praděd Franz Kráčmera. Pradědeček se podle scénáře narodil v roce 1876 v česko-německém Duchcově, v osmnácti letech odešel do Vídně, kde se později stal hlavním generálem letky hlídkovacích balónů a byl císařem povýšen do šlechtického stavu. V roce 1901 se stal prvním balónovým vzduchoplavcem z povolání a v následujících devíti letech proletěl České země v balónu, mapoval, zapisoval, fotografoval a kreslil, z čehož vznikl jeho deník.